# Endre Szervánszky
Endre Szervánszky né à Kistétény (Hongrie) le 27 décembre 1911 et mort à Budapest le 25 juin 1977 est un compositeur hongrois.

## Biographie
Né dans une famille de musiciens, le jeune Endre Szervánszky étudie la clarinette à l'Université de musique Franz-Liszt de Budapest de 1921 à 1927. En 1931, il est l'élève d'Albert Siklós en classe de composition à l'école Franz Liszt et le restera cinq ans. Il est professeur de théorie dans différentes écoles de musique de Budapest entre 1937 et 1947, puis il enseigne le déchiffrage et la composition à l'École nationale de musique de Budapest de 1941 à 1948. À partir de 1948, il est professeur de composition à l'école Franz Liszt, poste qu'il conservera jusqu'à sa mort.
L'écriture de Szervánszky est d'abord empreinte de folklore hongrois dans ses premières œuvres ; elle reste fidèle à l'esprit polyphonique classique comme on peut le percevoir dans son 1er quatuor à cordes de 1937. Dans les années 1950, et en particulier à partir du concerto pour orchestre (1954) son langage musical évolue et va l'emmener progressivement vers le "néo" dodécaphonisme tel qu'il est pratiqué par l'École de Vienne. Toutefois, Szervánszky ne s'est jamais éloigné de l'esprit musical traditionnel de son pays. Parmi ses élèves, figure le compositeur Sándor Balassa.

## Œuvres (sélection)

### Musique instrumentale
- Quatuor à cordes no 1 (1936-37)
- Petite suite pour piano (1939)
- 20 duos pour deux violons (1941)
- 8 petites pièces, pour violoncelle et piano (1945)
- Sonate pour violon et piano (1945)
- 25 duos pour deux violons (1946)
- Symphonie (1946)
- Sérénade pour cordes (1947)
- Sérénade pour clarinette et orchestre (1950)
- Concerto pour flûte (1952-54)
- Concerto pour orchestre (1954)
- Quatuor à cordes no 2 (1956)
- 6 pièces pour orchestre (1959)
- Concerto pour clarinette (1965)

### Musique vocale
- Requiem  (1963)
- 3 Chants spirituels, pour soprano, flûte et piano (1972)
- Cantate sur des mélodies populaires (1975)

### Musique théâtrale
- Conte oriental, ballet (1948-49)
- La Forteresse en fer, opéra pour enfants (1950)